# Criss Angel : Believe
Criss Angel : Believe est une émission de Télé-réalité qui a été diffusée sur le réseau de télévision Spike aux États-Unis entre le 8 octobre 2013 au 10 décembre 2013, et qui reprend certains tours de l'émission Criss Angel : Le magicien gothique qui a été diffusée sur A&E. L'émission offre aux téléspectateurs un accès sans précédent aux coulisses des tours de Criss Angel et montre le processus créatif derrière les illusions, de la conception à l'exécution. Elle est centrée sur les cascades et la rue, où sont effectués les tours par le magicien Criss Angel.

## Émissions

### Saison 1 (2013)
Les épisodes sont dans l'ordre de la chaîne et non dans l'ordre de diffusion à la télévision américaine.
| Numéro d'épisode | Titre original           | Titre français                        | Date de diffusion |
| ---------------- | ------------------------ | ------------------------------------- | ----------------- |
| 01               | Lord Of Illusions        | Le maître des illusions               | 8 octobre 2013    |
| 02               | Alligator Torture Escape | Le supplice des alligators            | 15 octobre 2013   |
| 03               | Cement Grave             | La tombe de ciment                    | 22 octobre 2013   |
| 04               | Blind                    | A l'aveugle                           | 29 octobre 2013   |
| 05               | Bullet Catch             | Intercepter une balle                 | 5 novembre 2013   |
| 06               | Raise The Dead           | Le réveil des morts                   | 12 novembre 2013  |
| 07               | Ship Appearance          | Le bateau fantôme                     | 19 novembre 2013  |
| 08               | Double Straight Jacket   | La double camisole                    | 25 novembre 2013  |
| 09               | Levitate Shaq            | Lévitation de Shaq                    | 3 décembre 2013   |
| 10               | Elephant Herd Vanish     | Disparition d'un troupeau d'éléphants | 10 décembre 2013  |

### Non diffusée
Trinity (titre français inconnu): Criss Angel tentera une des manifestations les plus meurtrières et les plus dangereuses impliquant une évasion, une disparition et une apparition, il doit accomplir les trois étapes dans un temps spécifique. Chaque seconde est précieuse pour Criss Angel afin de se rendre dans une zone de sécurité, avant que quelque chose n'explose sur lui. Cet épisode est non diffusé, en raison de son opération qui devait avoir lieu à cause de sa grave blessure à l'épaule.